# Ga Fai Chai MRT
Ga Fai Chai (tiếng Thái: สถานีไฟฉาย), là một nhà ga trên cao thuộc tuyến MRT Tuyến Xanh Dương ở Bangkok, Thái Lan. Nhà ga mở cửa vào ngày 23 tháng 12 năm 2019. Nhà ga là một trong chín nhà ga thuộc giai đoạn 3 của MRT Tuyến Xanh Dương. Nhà ga chạy dọc vòm cầu có giằng trên nút giao Fai Chai.